# 栃木県道・福島県道60号黒磯棚倉線
栃木県道・福島県道60号黒磯棚倉線（とちぎけんどう・ふくしまけんどう60ごう くろいそたなぐらせん）は、栃木県那須塩原市から福島県東白川郡棚倉町に至る県道（主要地方道）である。

## 概要

### 路線データ
- 総延長：34.044 km（栃木県区間：17.394 km、福島県区間：16.650 km[1]）
- 実延長：30.729 km（栃木県区間：14.123 km、福島県区間：16.606 km[1]）
- 起点：栃木県那須塩原市鍋掛（鍋掛交差点、栃木県道34号黒磯黒羽線・栃木県道72号大田原芦野線交点）
- 終点：福島県東白川郡棚倉町棚倉字広畑（国道118号棚倉バイパス交点）
- 認定：1961年（昭和36年）4月1日

## 歴史
- 1971年6月26日 - 建設省告示第1069号が公布され、県道黒磯棚倉線が主要地方道黒磯棚倉線として指定される。
- 1993年（平成5年）5月11日 - 建設省から、県道黒磯棚倉線が黒磯棚倉線として主要地方道に指定される[2]。福島県によって現在の路線名が認定される[3]。
- 2019年（令和元年）10月16日 - 令和元年東日本台風の影響で斜面が崩壊した為、夜間通行止めとなる[4]。

## 路線状況

### 重複区間
- 栃木県道72号大田原芦野線（那須塩原市鍋掛 - 那須塩原市越堀）
- 国道294号（那須郡那須町睦家 - 伊王野）
- 栃木県道28号大子那須線（那須郡那須町伊王野 地内）
- 栃木県道76号伊王野白河線（那須郡那須町伊王野 地内）

### 道路施設
白子橋
- 全長：50.7m
  - 主径間：27.7m
- 幅員：8.0m
- 形式：単純合成鋼鈑桁橋×2
- 竣工：1984年

棚倉町白子にて一級水系久慈川水系白子川が蛇行する地点に架かり、間の舌状地を介し2本の橋がかかる。1975年度より地方道改良事業戸中工区として路線付替が行われるのに関連し、1981年度に地方道橋梁整備事業として着工された。総事業費は1億1400万円。
岡ノ内橋
- 全長：53.8m
  - 主径間：26.3m
- 幅員：6.5(12.0)m
- 形式：2径間鋼連続鈑桁橋
- 竣工：1999年度

棚倉町強梨字岡ノ内から大梅字松草平に跨り、蛇行する一級水系久慈川を渡る。岡ノ内の集落を南側に迂回するバイパス建設に伴い建設された。橋上は上下対向2車線で供用され、下り線側に幅員3.5mの歩道が設置されている。メンテナンスフリー化のため橋桁には耐候性鋼材が使用されている。総工費は1億7120万円
松草平橋
- 全長：53.8m
  - 主径間：26.3m
- 幅員：6.5（12.0）m
- 形式：2径間鋼連続鈑桁橋
- 竣工：2002年度

棚倉町大梅字松草平から強梨字大石に跨り、蛇行する一級水系久慈川を再び渡る。岡ノ内橋と同様にバイパス建設に伴い架橋され、上下2車線での供用、下り線側に幅員3.5mの歩道が設置され耐候性鋼材が用いられている。総工費は1億6000万円。

## 地理

### 通過する自治体
- 栃木県
  - 那須塩原市
  - 那須郡那須町
- 福島県
  - 東白川郡棚倉町

## 交差する道路
那須塩原市内
- 栃木県道34号黒磯黒羽線・栃木県道72号大田原芦野線（鍋掛 起点）
- 栃木県道72号大田原芦野線（越堀）

那須町内
- 栃木県道178号稲沢高久線（稲沢）
- 国道294号（睦家）
- 国道294号・栃木県道28号大子那須線（伊王野）
- 栃木県道27号那須黒羽茂木線（伊王野）
- 栃木県道28号大子那須線（栃木県道76号伊王野白河線 起点）（伊王野）
- 栃木県道76号伊王野白河線 白河方面（伊王野）

棚倉町内
- 福島県道377号八溝山線（大梅字段河内）
- 国道118号（棚倉字広畑 終点）